# Veronica amoena
Veronica amoena là một loài thực vật có hoa trong họ Mã đề. Loài này được M. Bieb. miêu tả khoa học đầu tiên.